# Rose Wilder Lane
Pour les articles homonymes, voir Wilder et Lane.
Rose Wilder Lane, née le 5 décembre 1886 à De Smet (Dakota du Sud) et décédée le 30 octobre 1968 à Danbury (Connecticut), est une écrivaine, journaliste et théoricienne politique américaine. Elle est considérée par l'historien Jim Powell comme l'une des trois « mères » du libertarisme américain aux côtés d'Isabel Paterson et d'Ayn Rand

## Jeunes années

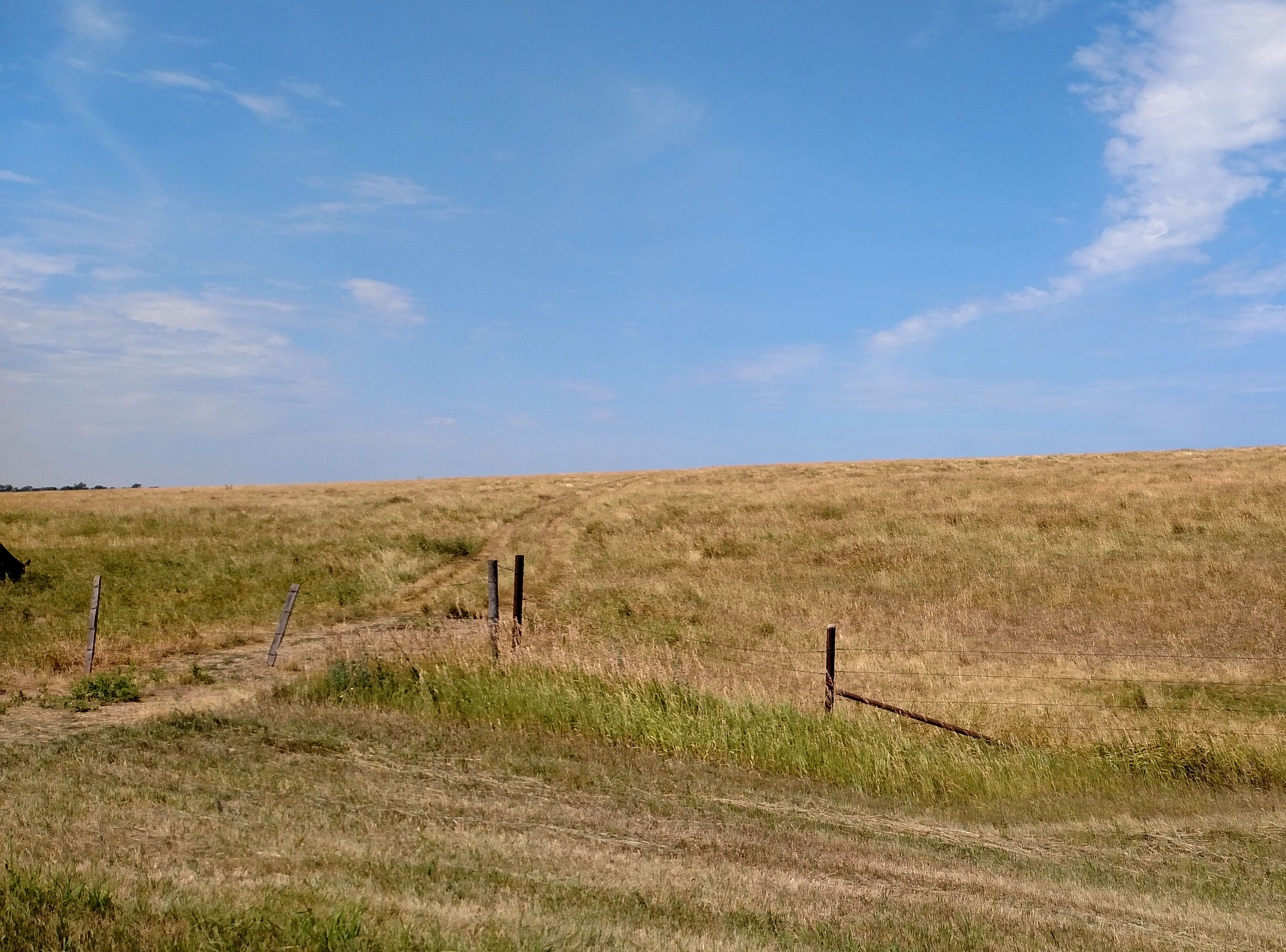
Lieu de naissance de Rose Wilder Lane, résidence des ses parents, Dakota du Sud. La maison où elle résidait n'existe plus aujourd'hui.

Née à De Smet (Dakota du sud), elle est la première et seule survivante des deux enfants de Almanzo Wilder et Laura Ingalls. Elle passe ses premières années dans la ferme de ses parents dans les environs de De Smet : cette période est racontée par sa mère Laura dans le dernier tome de La Petite Maison dans la prairie : Les jeunes mariés (The first four years). Après un périple en chariot relaté par Laura dans On the way home (posthume, 1962), elle grandit à Mansfield (Missouri), où ses parents ont établi une ferme nommée Rocky Ridge Farm. Élève brillante, elle ne peut cependant prolonger ses études en raison des ressources financières limitées de ses parents : après un an de collège à Crowley en Louisiane (1903-1904), où elle se fait remarquer par ses talents en latin, elle est formée à la télégraphie à Mansfield. 
À 17 ans, elle quitte la maison pour son premier travail en tant qu'agent de télégraphie pour la Western Union : elle voyage ensuite beaucoup, jusqu'à s'établir à San Francisco.

## Mariage et débuts comme journaliste
C'est à San Francisco qu'elle épouse le 24 mai 1909 Gillette Lane. Ils s'installent à Kansas City (Missouri) où Rose commence à écrire des articles pour le Kansas City Post. De retour à San Francisco, ils développent ensemble avec succès une entreprise de vente immobilière ; à cause du ralentissement de leurs affaires au début de la première guerre mondiale, Rose renoue avec son expérience de journaliste au San Francisco Bulletin. Elle devient une journaliste reconnue et a notamment l'occasion de publier des interviews de Charlie Chaplin et Henry Ford : elle en tire des récits biographiques, notamment une biographie de l'acteur Art Smith, qui est son premier ouvrage édité.
Sa mère Laura lui rend visite pendant deux mois en 1915, à l'occasion de l'Exposition internationale Panama-Pacifique, et raconte ce séjour dans de nombreuses lettres adressées à son mari : publiées en 1974 sous le titre West from home (non traduit), celles-ci donnent également un compte-rendu fourni de la vie de Rose à cette époque.
Après la naissance d'un fils mort-né en 1910, Rose et Gillette divorcent en 1918. Rose quitte alors le San Francisco Bulletin et continue à écrire pour d'autres journaux en tant que journaliste indépendante.
De 1919 à 1923, elle entreprend un long voyage dans l'Europe tout juste sortie de la première guerre mondiale, notamment en France, en Italie et en Albanie : elle est un temps correspondante pour la Croix Rouge à Paris, envoie des articles et reportages sur les pays et villes traversées à des revues américaines, puis, en visite dans les pays des Balkans elle tombe sous le charme de l'Albanie où elle entreprend des excursions dans les montagnes reculées : c'est le thème de son livre Peaks of Shala, qui paraît en 1923.
Après une année auprès de ses parents dans le Missouri, Rose retourne en Europe en 1926 avec une amie et parcourt les routes en voiture de Paris à Tirana : elle relate ce périple dans un récit intitulé Travels With Zenobia: Paris to Albania by Model T Ford (publié en 1983, non traduit).

## Succès de romancière
Lors de ses séjours chez ses parents dans le Missouri, elle se consacre à l'écriture de romans, nouvelles et articles jusqu'en 1932, année où parait son roman Let the hurricane roar, son premier grand succès, qui la fait passer au rang d'écrivain reconnu nationalement, des années avant sa mère Laura Ingalls Wilder.
À la fin des années 1930, Rose s'installe à nouveau chez ses parents à la Rocky Ridge Farm, alors que sa mère Laura commence à écrire le premier volume de la future série best-seller La Petite Maison dans la prairie : La Petite Maison dans les grands bois. L'étendue de la participation de Rose dans l'écriture de ces livres fut longtemps controversée, mais la lecture de sa correspondance entre mère et fille à cette époque laisse supposer qu'elle fut surtout un grand support pour Laura dans son travail de réécriture, pour donner à son récit une structure et un rythme : c'est probablement elle qui a permis à sa mère de transformer le premier manuscrit (d'abord refusé par plusieurs éditeurs), d'être publiée et de rencontrer le succès.
En 1936, son livre Give me liberty est une fervente profession de foi politique pour la liberté individuelle.
Elle publie par la suite plusieurs autres romans appréciés, notamment Free land en 1938.
Cette même année, Rose acquiert une ferme à Danbury dans le Connecticut.

## Engagement politique
À partir des années 1940, Rose se consacre au journalisme politique : farouchement opposée au communisme depuis son séjour en URSS où elle fut un temps correspondante pour la Croix Rouge, elle publie en 1943 un essai qui fit date dans le mouvement libertarien aux États-Unis : The discovery of freedom. Elle écrivait à cette époque de nombreux articles pour The Pittsburgh Courier, l'un des principaux journaux lus par les Afro-américains, connu pour sa défense active des droits des noirs américains : ses contributions virulentes prônent l'abolition des catégories raciales et l'avènement d'une société libertarienne.
Elle est un personnage clé dans la fondation du mouvement libertarien aux États-Unis dans les années 1940 et 1950, et développe des théories politiques favorables à des droits civiques étendus et une liberté échappant à toute réglementation. Elle prend sous son aile Roger MacBride, qui se présentera en 1976 à la présidence de la République pour le Libertarian party. C'est lui qui héritera à sa mort de tous ses biens (y compris les droits de toutes les œuvres littéraires de Laura Ingalls Wilder et de Rose elle-même).

## Dernières années
Après la mort de sa mère en 1957, Rose participe à la création du musée installé dans la Rocky Ridge Farm de Mansfield. Elle repart ensuite pour de nombreux voyages, notamment un séjour dans le Vietnam en guerre en 1965 : elle en tire un reportage publié en 1967 dans la revue Women's Day.
La mort surprend Rose dans son sommeil le 30 octobre 1968, à la veille d'un nouveau voyage de 3 ans pour une tournée mondiale.

## Œuvres
- The story of Art Smith (1915)
- Henry Ford's own story (1917)
- The making of Herbert Hoover (1920)
- Peaks of Shala (1923)
- He was a man (1925)
- Hillbilly (1925)
- Cindy (1928)
- Let the hurricane roar (1932)
- Old home town (1935)
- Give me liberty (1936)
- Free land (1938)
- The discovery of freedom (1943)
- On the way home (1962)
- The woman's day book of American needlework (1963)